# Routhiérite
La routhiérite,, est une espèce minérale rare, sulfosel contenant du thallium, de formule Tl(Cu,Ag)(Hg,Zn)2(As,Sb)2S6.
Elle a été identifiée pour la première fois en 1974 dans le dépôt du Jas Roux, La Chapelle-en-Valgaudémar, Hautes-Alpes. Elle est nommée en l'honneur du géologue Pierre Routhier (1916-2008). Elle a également été identifiée en Russie, dans la chaîne de l'Oural et au Canada à Thunder Bay en Ontario, Canada.